# التقرير الخاص عن سيناريوهات الانبعاثات

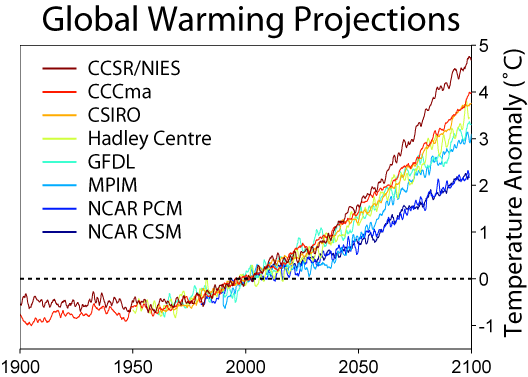

التقرير الخاص عن سيناريوهات الانبعاثات (بالإنجليزية: Special Report on Emissions Scenarios)‏، الذي يُعرف اختصاراً بـ SRES،  هو تقرير أعدته اللجنة الحكومية الدولية المعنية بتغير المناخ (IPCC) تم نشره في عام 2000. وقد استخدمت سيناريوهات انبعاثات غازات الاحتباس الحراري الموصوفة في التقرير لوضع توقعات للتغير المناخي في المستقبل. استُخدمت سيناريوهات التقرير الخاص، كما يُطلق عليها غالباً، في تقرير التقييم الثالث للجنة الدولية للتغيرات المناخية، الذي نُشر في عام 2001، وفي تقرير التقييم الرابع للجنة الدولية للتغيرات المناخية، الذي نُشر في عام 2007.

## روابط خارجية
- موقع التقرير